# 2004-es Eurovíziós Dalfesztivál
A 2004-es Eurovíziós Dalfesztivál volt a negyvenkilencedik Eurovíziós Dalfesztivál, melynek a törökországi Isztambul adott otthont. A helyszín az isztambuli Abdi İpekçi Aréna volt.

## A verseny
Ekkor vezették be az egységes Eurovízió-logót, melyet azóta mindegyik versenyen alkalmaznak. (Az angol nyelvű Eurovision felirat, melyen a szív alakú V betűben helyezkedik el a rendező ország zászlaja.) Az isztambuli verseny mottója Ugyanazon ég alatt volt, az európai egység kifejezéseképpen.
Az elődöntőben huszonkét ország indulója vett részt, és mindegyik résztvevő rendelkezett szavazati joggal. Viszont az automatikusan döntős országok közül Franciaország, Lengyelország és Oroszország nem közvetítette az elődöntőt, így nem is szavazott. A következő évektől a szabályok értelmében már mindegyik országnak kötelező jelleggel közvetítenie kellett az elődöntőt, és szavaznia is kellett.
Az elődöntő végén a két műsorvezető – véletlen sorrendben – kihirdette a tíz továbbjutót. Ezután a képernyőn megjelentek a nem továbbjutók pontszámai, de a következő évektől ezt nem mutatták meg az elődöntő estéjén. Az elődöntő és a döntő részletes ponttáblázatát a döntő után hozták nyilvánosságra.
A versenyt a részt vevő országokon kívül Örményország, Koszovó, Puerto Rico, Ausztrália és az Egyesült Államok is közvetítette.
Először a dalfesztivál történetében, nem sokkal a verseny után kiadtak egy hivatalos DVD-t, melyen az elődöntő és a döntő is megtalálható volt.

## A résztvevők
Először vált a dalfesztivál kétnapossá. A május 15-i döntőt május 12-én egy elődöntő előzte meg. Az elődöntő bevezetése lehetővé tette, hogy a korábbinál lényegesen több ország versenyezzen, így megszűnt az 1993-as Eurovíziós Dalfesztivál óta használt kieséses rendszer.
Először vett részt Albánia, Andorra és Fehéroroszország, valamint 1992 után először csatlakozott a mezőnyhöz Szerbia és Montenegró. Monaco, mely utoljára 1979-ben szerepelt, huszonöt év kihagyás után tért vissza. Visszatért még az előző évet kihagyni kényszerülő Dánia, Macedónia, Finnország, Litvánia és Svájc, így összesen harminchat ország vett részt.
Előzetesen Luxemburg és Magyarország is jelezte indulási szándékát, de végül mindkét ország visszalépett még a határidő lejárta előtt.
A döntő huszonnégy fős mezőnyét a "Négy Nagy", az előző dalfesztivál első tíz helyezettje, és az elődöntő továbbjutói alkották.
Harmadjára fordult elő (1966 és 2000 után), hogy két későbbi műsorvezető is szerepelt: a görög Sakis Rouvas a 2006-os Eurovíziós Dalfesztivál házigazdája volt, a szerb Željko Joksimović pedig 2008-ban látta el ugyanezt a feladatot.
| Ország                | Műsorsugárzó       | Előadó                                   | Dal                           | Nyelv            | Dalszerző(k)                                                    |
| --------------------- | ------------------ | ---------------------------------------- | ----------------------------- | ---------------- | --------------------------------------------------------------- |
| Albánia               | RTSH               | Anjeza Shahini                           | The Image of You              | angol            | Agim Doçi Edmond Zhulali                                        |
| Andorra               | RTVA               | Marta Roure                              | Jugarem a estimar-nos         | katalán          | Jofre Bardagí                                                   |
| Ausztria              | ORF                | Tie Break                                | Du bist                       | német            | Peter Zimmermann                                                |
| Belgium               | VRT                | Xandee                                   | 1 Life                        | angol            | Dirk Paelinck Marc Paelinck                                     |
| Bosznia-Hercegovina   | BHRT               | Deen                                     | In the Disco                  | angol            | Vesna Pisarović                                                 |
| Ciprus                | CyBC               | Lisa Andreas                             | Stronger Every Minute         | angol            | Mike Connaris                                                   |
| Dánia                 | DR                 | Thomas Thordarson                        | Shame on You                  | angol            | Ivar Lind Greiner Iben Plesner                                  |
| Egyesült Királyság    | BBC                | James Fox                                | Hold On to Our Love           | angol            | Gary Miller Tim Woodcock                                        |
| Észtország            | ETV                | Neiokõsõ                                 | Tii                           | võro             | Aapo Ilves Priit Pajusaar Glen Pilvre                           |
| Fehéroroszország      | BTRC               | Aleksandra és Konstantin                 | My Galileo                    | angol            | Kansztancin Drapeza Aljakszandra Kirszanova Aljakszej Szolomaha |
| Finnország            | Yle                | Jari Sillanpää                           | Takes 2 to Tango              | angol            | Jari Sillanpää Mika Toivanen                                    |
| Franciaország         | France Télévisions | Jonatan Cerrada                          | À chaque pas                  | francia, spanyol | Steve Balsamo Jonatan Cerrada Ben "Jammin" Robbins              |
| Görögország           | ERT                | Sakis Rouvas                             | Shake It                      | angol            | Níkosz Terzísz Nektáriosz Tirákisz                              |
| Hollandia             | NOS                | Re-union                                 | Without You                   | angol            | Angeline van Otterdijk Ed van Otterdijk                         |
| Horvátország          | HRT                | Ivan Mikulić                             | You Are the Only One          | angol            | Duško Gruborović Marina Madrinić Ivan Mikulić                   |
| Írország              | RTÉ                | Chris Doran                              | If My World Stopped Turning   | angol            | Brian McFadden Jonathan Shorten                                 |
| Izland                | RÚV                | Jónsi                                    | Heaven                        | angol            | Magnús Þór Sigmundsson Sveinn Rúnar Sigurðsson                  |
| Izrael                | IBA                | David D’or                               | Leha’amin                     | héber, angol     | David D'Or Ehud Manor Ofer Meiri                                |
| Lengyelország         | TVP                | Blue Café                                | Love Song                     | angol, spanyol   | Tatiana Okupnik Paweł Rurak-Sokal                               |
| Lettország            | LTV                | Fomins és Kleins                         | Dziesma par laimi             | lett             | Tomass Kleins Guntars Račs                                      |
| Litvánia              | LRT                | Linas és Simona                          | What’s Happened to Your Love? | angol            | Linas Adomaitis Michalis Antoniou Camden-MS                     |
| Macedónia             | MRT                | Toše Proeski                             | Life                          | angol            | Irena Dukić Jovan Jovanov Damjan Lazarov                        |
| Málta                 | PBS                | Julie és Ludwig                          | On Again...Off Again          | angol            | Gerard James Borg Philip Vella                                  |
| Monaco                | TMC                | Maryon                                   | Notre planète                 | francia          | Philippe Bosco Patrick Sassier                                  |
| Németország           | NDR                | Max                                      | Can’t Wait Until Tonight      | angol, török     | Stefan Raab                                                     |
| Norvégia              | NRK                | Knut Anders Sørum                        | High                          | angol            | Lars Andersson Dan Attlerud Thomas Thörnholm                    |
| Oroszország           | Pervij Kanal       | Julia Savicheva                          | Believe Me                    | angol            | Maxim Fadeev Brenda Loring                                      |
| Portugália            | RTP                | Sofia Vitória                            | Foi magia                     | portugál         | Paulo Neves                                                     |
| Románia               | TVR                | Sanda                                    | I Admit                       | angol            | Irina Gligor George Popa                                        |
| Spanyolország         | RTVE               | Ramón                                    | Para llenarme de ti           | spanyol          | Kike Santander                                                  |
| Svájc                 | SRG SSR            | Piero & The Musicstars                   | Celebrate                     | angol            | Greg Manning                                                    |
| Svédország            | SVT                | Lena Philipsson                          | It Hurts                      | angol            | Thomas "Orup" Eriksson                                          |
| Szerbia és Montenegró | UJRT               | Željko Joksimović és az Ad Hoc Orchestra | Lane moje                     | szerb            | Željko Joksimović Leontina Vukomanović                          |
| Szlovénia             | RTVSLO             | Platin                                   | Stay Forever                  | angol            | Simon Gomilšek Diana Lečnik                                     |
| Törökország           | TRT                | Athena                                   | For Real                      | angol            | Gökhan Özoğuz Hakan Özoğuz                                      |
| Ukrajna               | NTU                | Ruslana                                  | Wild Dances                   | angol, ukrán     | Olekszandr Kszenofontov Ruszlana Lizsicsko                      |

## A szavazás

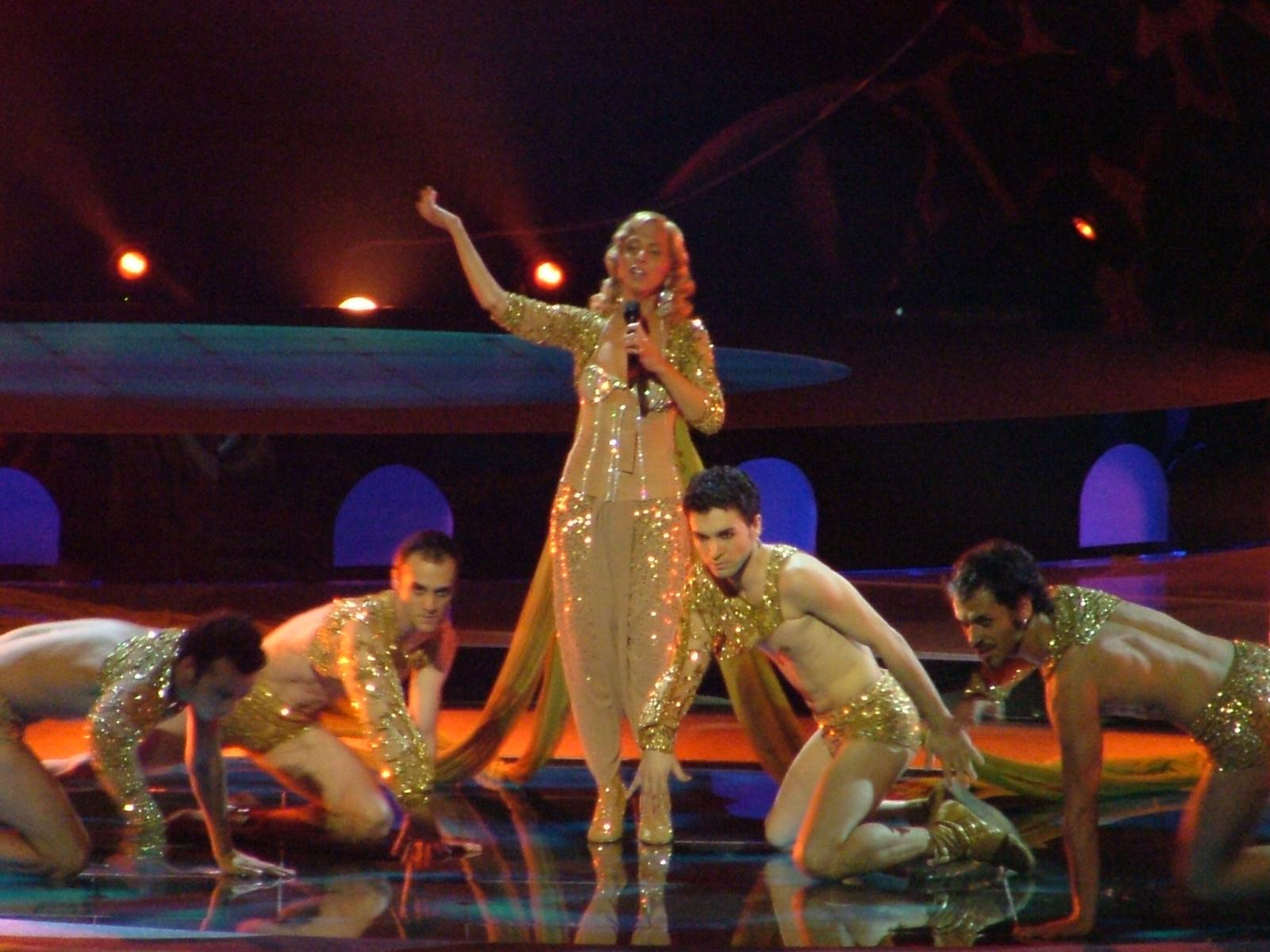
Sertab Erener az előző évben győztes dalával nyitotta meg a versenyt.

A szavazási rendszer megegyezett az 1980-as versenyen bevezetettel. Minden ország a kedvenc 10 dalára szavazott, melyek 1-8, 10 és 12 pontot kaptak. A szóvivők növekvő sorrendben hirdették ki a pontokat.
Érdekesség, hogy Törökország a verseny történetében először adott pontot (ötöt az elődöntőben és egyet a döntőben) Ciprusnak. Ciprus pedig négy pontot is adott Törökországnak ebben az évben. Ez volt az első és eddig egyben az utolsó év, hogy a két ország adott pontot egymásnak ugyanabban az évben.
Svájc nulla ponttal zárt az elődöntőben, annak ellenére, hogy harminchárom ország szavazott, míg a döntőben három ponttal utolsó helyen záró Norvégiának ez már a rekordot jelentő tizedik utolsó helye volt.
A végül második és harmadik helyen záró szerb és görög dal a döntőben mindegyik országtól kapott pontot. A győztes Ukrajna pedig csak Svájctól nem kapott pontot.
A döntőben mind a harminchat részt vevő ország szavazott, és a kétbetűs kódneveik szerinti ábécé sorrendben kerültek sorra. A szavazás során Görögország, Szerbia és Montenegró és Ukrajna lépett elő esélyessé. Végül Ukrajna diadalmaskodott. Mint az a később nyilvánosságra hozott pontokból kiderült, az elődöntőben Ukrajna még csak második volt Szerbia és Montenegró mögött, a döntőben azonban megfordult a sorrend.
Ez volt Ukrajna első győzelme. Rekordnak számít, hogy a 2003-ban debütáló ország már a második évében megnyerte a versenyt.

## Elődöntő
| #  | Ország                | Előadó                                   | Dal                           | Helyezés | Pontszám |
| -- | --------------------- | ---------------------------------------- | ----------------------------- | -------- | -------- |
| 01 | Finnország            | Jari Sillanpää                           | Takes 2 to Tango              | 14.      | 51       |
| 02 | Fehéroroszország      | Aleksandra és Konstantin                 | My Galileo                    | 19.      | 10       |
| 03 | Svájc                 | Piero & The Musicstars                   | Celebrate                     | 22.      | 0        |
| 04 | Lettország            | Fomins és Kleins                         | Dziesma par laimi             | 17.      | 23       |
| 05 | Izrael                | David D’or                               | Leha’amin                     | 12.      | 57       |
| 06 | Andorra               | Marta Roure                              | Jugarem a estimar-nos         | 18.      | 12       |
| 07 | Portugália            | Sofia Vitória                            | Foi magia                     | 15.      | 38       |
| 08 | Málta                 | Julie és Ludwig                          | On Again...Off Again          | 8.       | 74       |
| 09 | Monaco                | Maryon                                   | Notre planète                 | 19.      | 10       |
| 10 | Görögország           | Sakis Rouvas                             | Shake It                      | 3.       | 238      |
| 11 | Ukrajna               | Ruslana                                  | Wild Dances                   | 2.       | 256      |
| 12 | Litvánia              | Linas és Simona                          | What’s Happened to Your Love? | 16.      | 26       |
| 13 | Albánia               | Anjeza Shahini                           | The Image of You              | 4.       | 167      |
| 14 | Ciprus                | Lisa Andreas                             | Stronger Every Minute         | 5.       | 149      |
| 15 | Macedónia             | Toše Proeski                             | Life                          | 10.      | 71       |
| 16 | Szlovénia             | Platin                                   | Stay Forever                  | 21.      | 5        |
| 17 | Észtország            | Neiokõsõ                                 | Tii                           | 11.      | 57       |
| 18 | Horvátország          | Ivan Mikulić                             | You Are the Only One          | 9.       | 72       |
| 19 | Dánia                 | Thomas Thordarson                        | Shame on You                  | 13.      | 56       |
| 20 | Szerbia és Montenegró | Željko Joksimović és az Ad Hoc Orchestra | Lane moje                     | 1.       | 263      |
| 21 | Bosznia-Hercegovina   | Deen                                     | In the Disco                  | 7.       | 133      |
| 22 | Hollandia             | Re-union                                 | Without You                   | 6.       | 146      |

### Ponttáblázat
| Narancs: Automatikus döntősök | Szavazók | Szavazók | Szavazók | Szavazók | Szavazók            | Szavazók | Szavazók         | Szavazók | Szavazók              | Szavazók            | Szavazók    | Szavazók | Szavazók   | Szavazók      | Szavazók   | Szavazók           | Szavazók    | Szavazók     | Szavazók | Szavazók | Szavazók | Szavazók | Szavazók   | Szavazók | Szavazók  | Szavazók | Szavazók  | Szavazók | Szavazók   | Szavazók | Szavazók   | Szavazók  | Szavazók    | Szavazók |
| Narancs: Automatikus döntősök | Össz     | Andorra  | Albánia  | Ausztria | Bosznia-Hercegovina | Belgium  | Fehéroroszország | Svájc    | Szerbia és Montenegró | Ciprusi Köztársaság | Németország | Dánia    | Észtország | Spanyolország | Finnország | Egyesült Királyság | Görögország | Horvátország | Írország | Izrael   | Izland   | Litvánia | Lettország | Monaco   | Macedónia | Málta    | Hollandia | Norvégia | Portugália | Románia  | Svédország | Szlovénia | Törökország | Ukrajna  |
| ----------------------------- | -------- | -------- | -------- | -------- | ------------------- | -------- | ---------------- | -------- | --------------------- | ------------------- | ----------- | -------- | ---------- | ------------- | ---------- | ------------------ | ----------- | ------------ | -------- | -------- | -------- | -------- | ---------- | -------- | --------- | -------- | --------- | -------- | ---------- | -------- | ---------- | --------- | ----------- | -------- |
| Finnország                    | 51       |          | 7        |          |                     | 1        |                  |          |                       | 6                   |             |          | 7          | 3             |            |                    | 5           |              |          |          | 3        |          |            | 6        | 2         |          |           | 3        |            |          | 8          |           |             |          |
| Fehéroroszország              | 10       |          |          |          |                     |          |                  |          |                       |                     |             |          | 2          |               |            |                    |             |              |          |          | 1        | 2        |            |          |           |          |           |          |            |          |            |           |             | 5        |
| Svájc                         | 0        |          |          |          |                     |          |                  |          |                       |                     |             |          |            |               |            |                    |             |              |          |          |          |          |            |          |           |          |           |          |            |          |            |           |             |          |
| Lettország                    | 23       |          |          |          |                     |          | 4                |          |                       |                     |             |          | 5          |               |            |                    |             |              | 4        | 2        |          | 6        |            | 2        |           |          |           |          |            |          |            |           |             |          |
| Izrael                        | 57       | 3        | 5        | 1        |                     | 2        | 3                |          | 3                     | 2                   | 1           | 2        |            | 4             | 2          | 2                  | 3           |              |          |          |          |          |            |          |           | 6        | 2         |          | 7          | 5        |            |           | 4           |          |
| Andorra                       | 12       |          |          |          |                     |          |                  |          |                       |                     |             |          |            | 12            |            |                    |             |              |          |          |          |          |            |          |           |          |           |          |            |          |            |           |             |          |
| Portugália                    | 38       | 12       |          |          |                     | 4        |                  | 7        |                       |                     |             |          |            | 6             |            |                    |             |              |          |          |          |          |            | 1        |           |          |           |          |            | 8        |            |           |             |          |
| Málta                         | 74       | 5        | 6        |          | 4                   |          | 1                |          |                       |                     |             | 4        | 10         |               |            | 5                  | 1           | 1            | 1        | 6        | 2        | 7        | 7          |          | 4         |          | 3         |          | 4          |          |            | 1         |             | 2        |
| Monaco                        | 10       | 4        | 2        |          |                     |          |                  |          |                       | 4                   |             |          |            |               |            |                    |             |              |          |          |          |          |            |          |           |          |           |          |            |          |            |           |             |          |
| Görögország                   | 238      | 8        | 12       | 5        | 5                   | 10       | 8                | 3        | 10                    | 12                  | 10          | 3        | 4          | 7             | 5          | 12                 |             | 6            | 2        | 12       | 6        | 8        | 6          | 4        | 7         | 12       | 6         | 5        | 8          | 12       | 4          | 4         | 12          | 10       |
| Ukrajna                       | 256      | 10       | 3        | 4        | 7                   | 8        | 12               | 2        | 8                     | 8                   | 6           | 6        | 12         | 10            | 8          | 7                  | 7           | 8            | 10       | 10       | 10       | 12       | 10         | 5        | 8         | 10       | 7         | 7        | 12         | 7        | 6          | 8         | 8           |          |
| Litvánia                      | 26       |          |          |          |                     |          | 2                |          |                       | 7                   |             |          |            |               |            |                    | 2           |              | 3        | 1        |          |          | 8          |          |           | 3        |           |          |            |          |            |           |             |          |
| Albánia                       | 167      | 6        |          | 7        | 6                   | 5        |                  | 10       | 6                     | 1                   | 8           | 7        | 1          | 2             | 6          | 6                  | 8           | 7            | 5        | 4        | 4        |          | 5          | 3        | 12        | 8        | 5         | 8        | 2          | 6        | 7          | 5         | 6           | 1        |
| Ciprus                        | 149      | 2        |          | 6        |                     | 6        | 6                | 1        | 2                     |                     | 4           | 5        | 6          | 1             | 7          | 10                 | 12          | 2            | 8        | 3        | 8        | 4        | 3          | 12       |           | 5        | 10        | 4        | 3          | 1        | 3          | 3         | 5           | 7        |
| Macedónia                     | 71       |          | 8        | 2        | 8                   |          |                  | 5        | 12                    |                     | 3           | 1        |            |               |            |                    | 4           | 5            |          |          |          |          |            |          |           | 1        | 1         |          |            | 4        | 2          | 6         | 3           | 6        |
| Szlovénia                     | 5        |          |          |          | 1                   |          |                  |          |                       |                     |             |          |            |               |            |                    |             | 3            |          |          |          |          |            |          | 1         |          |           |          |            |          |            |           |             |          |
| Észtország                    | 57       |          | 1        |          |                     |          |                  |          | 4                     |                     |             |          |            |               | 12         | 1                  |             |              |          |          | 7        | 10       | 12         |          |           |          |           | 1        | 5          |          | 1          |           |             | 3        |
| Horvátország                  | 72       |          |          | 8        | 10                  |          | 7                | 6        | 5                     |                     | 5           |          |            |               | 1          |                    |             |              |          |          |          | 3        | 1          |          | 6         |          | 4         |          | 1          |          |            | 7         |             | 8        |
| Dánia                         | 56       |          |          |          | 3                   |          |                  |          |                       | 3                   |             |          | 3          |               | 4          |                    |             |              |          | 5        | 12       |          |            | 10       |           | 2        |           | 6        |            | 2        | 5          |           | 1           |          |
| Szerbia és Montenegró         | 263      | 1        | 4        | 12       | 12                  | 7        | 10               | 12       |                       | 10                  | 12          | 10       |            | 8             | 10         | 8                  | 10          | 12           | 6        | 8        |          | 1        | 4          | 7        | 10        | 4        | 12        | 10       | 10         | 10       | 12         | 12        | 7           | 12       |
| Bosznia-Hercegovina           | 133      |          | 10       | 10       |                     | 3        |                  | 8        | 7                     |                     | 7           | 12       |            |               |            | 4                  |             | 10           | 7        |          |          |          |            |          | 5         |          | 8         | 12       |            |          | 10         | 10        | 10          |          |
| Hollandia                     | 146      | 7        |          | 3        | 2                   | 12       | 5                | 4        | 1                     | 5                   | 2           | 8        | 8          | 5             | 3          | 3                  | 6           | 4            | 12       | 7        | 5        | 5        | 2          | 8        | 3         | 7        |           | 2        | 6          | 3        |            | 2         | 2           | 4        |

A sorok a fellépés sorrendjében, az oszlopok a döntőbeli szavazás sorrendjében vannak rendezve.
Az automatikus döntősök közül Franciaország, Lengyelország és Oroszország nem közvetítette az elődöntőt, így nem is szavazott.
Először és eddig utoljára fordult elő az, hogy egy ország saját magának adott pontot: a horvátországi szavazatok számlálásáért felelős cég elfelejtette a szavazatok összeszámlálásakor kiválogatni a hazai indulóra érkezett szavazatokat, így négy pontot adtak a hazai versenyzőnek. A hibás szavazatok alapján Málta nem kapott volna pontot, Ciprus a kettő helyett egyet, Szlovénia a három helyett kettőt, Hollandia pedig a négy helyett három pontot kapott volna. Az elődöntő után az EBU kivette a végső eredményből a hibás pontszámokat, és átírta a horvát pontokat a valósakra – bár ez nem befolyásolta a végeredményt: Ivan Mikulić így is a döntőbe jutott.

## Döntő
A döntő 24 résztvevője:
- Az automatikusan döntős "Négy Nagy":  Egyesült Királyság,  Franciaország,  Németország,  Spanyolország
- A 2003-as Eurovíziós Dalfesztivál első tíz helyezettje
- Az elődöntő első tíz helyezettje

| #  | Ország                | Előadó                                   | Dal                         | Helyezés | Pontszám |
| -- | --------------------- | ---------------------------------------- | --------------------------- | -------- | -------- |
| 01 | Spanyolország         | Ramón                                    | Para llenarme de ti         | 10.      | 87       |
| 02 | Ausztria              | Tie Break                                | Du bist                     | 21.      | 9        |
| 03 | Norvégia              | Knut Anders Sørum                        | High                        | 24.      | 3        |
| 04 | Franciaország         | Jonatan Cerrada                          | À chaque pas                | 15.      | 40       |
| 05 | Szerbia és Montenegró | Željko Joksimović és az Ad Hoc Orchestra | Lane moje                   | 2.       | 263      |
| 06 | Málta                 | Julie és Ludwig                          | On Again...Off Again        | 12.      | 50       |
| 07 | Hollandia             | Re-union                                 | Without You                 | 20.      | 11       |
| 08 | Németország           | Max                                      | Can’t Wait Until Tonight    | 8.       | 93       |
| 09 | Albánia               | Anjeza Shahini                           | The Image of You            | 7.       | 106      |
| 10 | Ukrajna               | Ruslana                                  | Wild Dances                 | 1.       | 280      |
| 11 | Horvátország          | Ivan Mikulić                             | You Are the Only One        | 12.      | 50       |
| 12 | Bosznia-Hercegovina   | Deen                                     | In the Disco                | 9.       | 91       |
| 13 | Belgium               | Xandee                                   | 1 Life                      | 22.      | 7        |
| 14 | Oroszország           | Julia Savicheva                          | Believe Me                  | 11.      | 67       |
| 15 | Macedónia             | Toše Proeski                             | Life                        | 14.      | 47       |
| 16 | Görögország           | Sakis Rouvas                             | Shake It                    | 3.       | 252      |
| 17 | Izland                | Jónsi                                    | Heaven                      | 19.      | 16       |
| 18 | Írország              | Chris Doran                              | If My World Stopped Turning | 22.      | 7        |
| 19 | Lengyelország         | Blue Café                                | Love Song                   | 17.      | 27       |
| 20 | Egyesült Királyság    | James Fox                                | Hold On to Our Love         | 16.      | 29       |
| 21 | Ciprus                | Lisa Andreas                             | Stronger Every Minute       | 5.       | 170      |
| 22 | Törökország           | Athena                                   | For Real                    | 4.       | 195      |
| 23 | Románia               | Sanda                                    | I Admit                     | 18.      | 18       |
| 24 | Svédország            | Lena Philipsson                          | It Hurts                    | 5.       | 170      |

### Pontbejelentők
A szavazás a következő sorrendben történt. A pontbejelentők közt ebben az évben is több korábbi résztvevő, valamint egy későbbi műsorvezető volt: a bosnyák Mija Martina (2003), az észt Maarja-Liis Ilus (1996, 1997), az ír Johnny Logan (1980 győztes, 1987 győztes), a holland Esther Hart (2003) és az ukrán Pavlo Silko (DJ Pascha) (2005 műsorvezető).
| 1. Andorra – Pati Molné 2. Albánia – Zhani Ciko 3. Ausztria – Dodo Roščić 4. Bosznia-Hercegovina – Mija Martina 5. Belgium – Martine Prenen 6. Fehéroroszország – Dzjanisz Kurjan 7. Svájc – Emel Aykanat 8. Szerbia és Montenegró – Nataša Miljković 9. Ciprus – Lúkasz Hámatszosz 10. Németország – Thomas Anders 11. Dánia – Camilla Ottesen 12. Észtország – Maarja-Liis Ilus | 1. Spanyolország – Anne Igartiburu 2. Finnország – Anna Stenlund 3. Franciaország – Alex Taylor 4. Egyesült Királyság – Lorraine Kelly 5. Görögország – Aléxisz Kosztálasz 6. Horvátország – Barbara Kolar 7. Írország – Johnny Logan 8. Izrael – Merav Miller 9. Izland – Sigrún Ósk Kristjánsdóttir 10. Litvánia – Rolandas Vilkončius 11. Lettország – Lauris Reiniks 12. Monaco – Anne Allegrini | 1. Macedónia – Karolina Petkovska 2. Málta – Claire Agius 3. Hollandia – Esther Hart 4. Norvégia – Ingvild Helljesen 5. Lengyelország – Maciej Orłoś 6. Portugália – Isabel Angelino 7. Románia – Andreea Marin 8. Oroszország – Jana Csurikova 9. Svédország – Jovan Radomir 10. Szlovénia – Peter Poles 11. Törökország – Meltem Ersan Yazgan 12. Ukrajna – Pavlo Silko |

### Ponttáblázat
|                       | Szavazók | Szavazók | Szavazók | Szavazók            | Szavazók | Szavazók         | Szavazók | Szavazók              | Szavazók            | Szavazók    | Szavazók | Szavazók   | Szavazók      | Szavazók   | Szavazók      | Szavazók           | Szavazók    | Szavazók     | Szavazók | Szavazók | Szavazók | Szavazók | Szavazók   | Szavazók | Szavazók  | Szavazók | Szavazók  | Szavazók | Szavazók      | Szavazók   | Szavazók | Szavazók    | Szavazók   | Szavazók  | Szavazók    | Szavazók | Szavazók |
| Össz                  | Andorra  | Albánia  | Ausztria | Bosznia-Hercegovina | Belgium  | Fehéroroszország | Svájc    | Szerbia és Montenegró | Ciprusi Köztársaság | Németország | Dánia    | Észtország | Spanyolország | Finnország | Franciaország | Egyesült Királyság | Görögország | Horvátország | Írország | Izrael   | Izland   | Litvánia | Lettország | Monaco   | Macedónia | Málta    | Hollandia | Norvégia | Lengyelország | Portugália | Románia  | Oroszország | Svédország | Szlovénia | Törökország | Ukrajna  |          |
| --------------------- | -------- | -------- | -------- | ------------------- | -------- | ---------------- | -------- | --------------------- | ------------------- | ----------- | -------- | ---------- | ------------- | ---------- | ------------- | ------------------ | ----------- | ------------ | -------- | -------- | -------- | -------- | ---------- | -------- | --------- | -------- | --------- | -------- | ------------- | ---------- | -------- | ----------- | ---------- | --------- | ----------- | -------- | -------- |
| Spanyolország         | 87       | 12       |          |                     |          | 7                | 2        | 6                     |                     | 7           | 2        |            |               |            |               | 8                  |             | 3            |          |          | 8        | 1        |            |          | 3         | 1        | 3         | 4        |               | 1          | 12       | 5           |            |           |             | 2        |          |
| Ausztria              | 9        |          |          |                     |          |                  |          |                       |                     |             |          |            |               |            |               | 4                  |             | 5            |          |          |          |          |            |          |           |          |           |          |               |            |          |             |            |           |             |          |          |
| Norvégia              | 3        |          |          |                     |          |                  |          |                       |                     |             |          |            |               |            |               |                    |             |              |          |          |          |          |            |          |           |          |           |          |               |            |          |             |            | 3         |             |          |          |
| Franciaország         | 40       | 7        | 1        |                     |          | 10               |          |                       |                     |             |          |            |               | 4          |               |                    |             |              |          |          |          |          |            |          | 12        |          |           |          |               |            | 2        |             | 4          |           |             |          |          |
| Szerbia és Montenegró | 263      | 2        | 7        | 12                  | 12       | 3                | 7        | 12                    |                     | 10          | 10       | 7          | 1             | 6          | 10            | 10                 | 3           | 8            | 12       | 3        | 7        | 7        | 2          | 5        | 1         | 10       | 6         | 10       | 6             | 5          | 7        | 8           | 10         | 12        | 12          | 8        | 12       |
| Málta                 | 50       | 6        | 3        |                     | 1        |                  |          |                       |                     |             |          | 1          | 6             |            |               |                    | 2           | 1            | 2        | 6        | 4        |          | 4          | 6        |           | 3        |           |          |               | 3          | 1        |             |            |           |             |          | 1        |
| Hollandia             | 11       |          |          |                     |          | 6                |          |                       |                     |             |          |            | 3             |            |               |                    |             |              |          |          |          |          |            |          |           |          | 2         |          |               |            |          |             |            |           |             |          |          |
| Németország           | 93       |          | 2        | 10                  | 3        |                  |          | 10                    |                     |             |          |            | 2             | 12         |               | 7                  | 4           |              | 1        | 4        |          |          | 1          |          | 7         |          |           | 3        | 1             | 6          | 8        | 4           |            |           | 3           | 5        |          |
| Albánia               | 106      |          |          | 5                   | 4        | 1                |          | 7                     | 8                   |             | 5        | 4          |               |            | 3             | 1                  | 1           | 10           | 6        | 2        |          | 4        |            | 1        |           | 12       | 10        | 1        | 3             |            |          | 1           |            | 7         | 4           | 6        |          |
| Ukrajna               | 280      | 10       | 5        | 4                   | 6        | 5                | 10       |                       | 10                  | 8           | 6        | 5          | 12            | 8          | 8             | 2                  | 5           | 7            | 8        | 7        | 12       | 12       | 12         | 12       | 6         | 8        | 8         | 7        | 7             | 12         | 10       | 6           | 12         | 10        | 8           | 12       |          |
| Horvátország          | 50       |          |          | 3                   | 10       |                  | 5        | 3                     | 5                   |             | 1        |            |               |            | 1             |                    |             |              |          |          |          |          |            |          |           | 5        |           |          |               |            |          |             | 5          |           | 5           |          | 7        |
| Bosznia-Hercegovina   | 91       |          | 10       | 7                   |          |                  |          | 5                     | 6                   |             |          | 8          |               |            |               |                    |             |              | 10       |          |          |          |            |          | 4         | 4        |           | 2        | 10            |            |          |             |            | 8         | 10          | 7        |          |
| Belgium               | 7        | 1        |          |                     |          |                  |          |                       |                     | 1           |          |            |               |            |               |                    |             |              |          |          |          |          |            |          |           |          |           | 5        |               |            |          |             |            |           |             |          |          |
| Oroszország           | 67       |          |          |                     |          |                  | 12       |                       | 1                   | 6           |          |            | 8             |            | 4             |                    |             | 2            |          |          | 6        |          | 8          | 10       |           |          |           |          |               |            |          |             |            |           |             |          | 10       |
| Macedónia             | 47       |          | 6        |                     | 8        |                  |          | 1                     | 12                  |             |          |            |               |            |               |                    |             |              | 5        |          |          |          |            |          |           |          | 1         |          |               |            |          |             |            |           | 7           | 4        | 3        |
| Görögország           | 252      | 8        | 12       | 2                   | 5        | 8                | 6        | 4                     | 7                   | 12          | 7        | 3          | 5             | 7          | 6             | 6                  | 12          |              | 7        | 5        | 10       | 6        | 10         | 7        | 10        | 7        | 12        | 6        | 2             | 7          | 6        | 12          | 7          | 4         | 6           | 10       | 8        |
| Izland                | 16       |          |          |                     |          |                  |          |                       |                     |             |          | 2          |               |            | 2             |                    |             |              |          |          |          |          |            |          | 5         |          |           |          | 5             |            |          |             | 2          |           |             |          |          |
| Írország              | 7        |          |          |                     |          |                  |          |                       |                     |             |          |            |               |            |               |                    | 7           |              |          |          |          |          |            |          |           |          |           |          |               |            |          |             |            |           |             |          |          |
| Lengyelország         | 27       |          |          |                     |          |                  |          |                       |                     | 2           | 4        |            |               | 1          |               |                    |             | 4            |          |          |          | 3        | 7          |          |           |          |           |          |               |            |          |             |            | 1         |             |          | 5        |
| Egyesült Királyság    | 29       |          |          |                     |          |                  | 1        |                       |                     |             |          |            | 4             |            |               |                    |             |              |          | 8        |          | 2        |            | 3        |           |          | 4         |          |               | 2          |          | 2           | 1          | 2         |             |          |          |
| Ciprus                | 170      | 4        |          | 6                   |          | 4                | 8        | 2                     | 3                   |             | 8        | 6          | 7             | 3          | 7             | 5                  | 10          | 12           | 4        | 10       | 3        | 10       | 5          | 4        | 2         |          | 7         | 8        | 4             | 4          | 3        | 3           | 6          | 6         | 1           | 1        | 4        |
| Törökország           | 195      | 3        | 8        | 8                   | 7        | 12               | 3        | 8                     | 2                   | 4           | 12       | 10         |               | 2          | 5             | 12                 | 6           | 6            | 3        | 1        | 2        | 5        | 3          | 2        | 8         | 6        |           | 12       | 8             | 8          |          | 10          | 8          | 5         |             |          | 6        |
| Románia               | 18       |          |          |                     |          |                  |          |                       |                     | 3           |          |            |               | 10         |               |                    |             |              |          |          | 1        |          |            |          |           |          |           |          |               |            | 4        |             |            |           |             |          |          |
| Svédország            | 170      | 5        | 4        | 1                   | 2        | 2                | 4        |                       | 4                   | 5           | 3        | 12         | 10            | 5          | 12            | 3                  | 8           |              |          | 12       | 5        | 8        | 6          | 8        |           | 2        | 5         |          | 12            | 10         | 5        | 7           | 3          |           | 2           | 3        | 2        |

A sorok a fellépés sorrendjében, az oszlopok a szavazás sorrendjében vannak rendezve.

### 12 pontos országok
Az alábbi országok kaptak 12 pontot a döntőben:
| Darab | Jutalmazott ország    | Szavazó ország                                                                            |
| ----- | --------------------- | ----------------------------------------------------------------------------------------- |
| 8     | Ukrajna               | Észtország, Izland, Izrael, Lengyelország, Lettország, Litvánia, Oroszország, Törökország |
| 7     | Szerbia és Montenegró | Ausztria, Bosznia-Hercegovina, Horvátország, Svájc, Svédország, Szlovénia, Ukrajna        |
| 5     | Görögország           | Albánia, Ciprus, Egyesült Királyság, Málta, Románia                                       |
| 4     | Svédország            | Dánia, Finnország, Írország, Norvégia                                                     |
| 4     | Törökország           | Belgium, Franciaország, Hollandia, Németország                                            |
| 2     | Spanyolország         | Andorra, Portugália                                                                       |
| 1     | Albánia               | Macedónia                                                                                 |
| 1     | Ciprus                | Görögország                                                                               |
| 1     | Macedónia             | Szerbia és Montenegró                                                                     |
| 1     | Franciaország         | Monaco                                                                                    |
| 1     | Németország           | Spanyolország                                                                             |
| 1     | Oroszország           | Fehéroroszország                                                                          |

A huszonnégy döntős ország közül tizenkettő (50%) kapott minimum egyszer tizenkét pontot, és tizenkettő (50%) maradt legmagasabb pontszám nélkül.

## Térkép

A döntő résztvevői
Az elődöntőben kiesett országok
Országok, melyek korábban részt vettek, de ebben az évben nem